# Jules Willcox
Julia Frances Willcox (* 16. März in Lancaster, Missouri) ist eine US-amerikanische Schauspielerin und Synchronsprecherin.

## Leben
Willcox wurde in Lancaster im US-Bundesstaat Missouri geboren. 1998 machte sie ihren Abschluss an der Schuyler County R-1 High School. Sie studierte an der University of Missouri und erlangte ihren Bachelor of Arts in Theater an der University of California, Los Angeles. Seit Oktober 2022 ist sie mit Eric Alperin verheiratet.
2002 gab Willcox in der Spielfilmproduktion Journey of Redemption ihr Schauspieldebüt. 2010 stellte sie in acht Episoden der Fernsehserie We Are with the Band die Rolle der Teri Clifford dar. Im selben Jahr war sie unter anderen in elf Episoden der Fernsehserie 10,000 Days in der Rolle der Amelie Farnwell zu sehen. Dieselbe Rolle spielte sie 2014 im Science-Fiction-Film 10.000 Days. 2017 hatte sie unter anderen wiederkehrende Rollen in den Fernsehserien Chicago P.D. und Bloodline inne. 2020 stellte sie in der Filmproduktion Alone – Du kannst nicht entkommen die Hauptrolle der Jessica dar.

## Filmografie (Auswahl)
- 2002: Journey of Redemption
- 2005: Til Parole Do Us Part (Kurzfilm)
- 2005: Vicious Circle (Kurzfilm)
- 2009: The Forgotten – Die Wahrheit stirbt nie (The Forgotten, Fernsehserie, Episode 1x09)
- 2010: CSI: NY (Fernsehserie, Episode 6x23)
- 2010: We Are with the Band (Fernsehserie, 8 Episoden)
- 2010: The Sum of Our Choices (Kurzfilm)
- 2010: 10,000 Days (Fernsehserie, 11 Episoden)
- 2011: We Shall Dance Until Our Deaths (Kurzfilm)
- 2011: Deadline
- 2012: The Online Gamer (Fernsehserie, Episode 3x03)
- 2012: The Flipside (Fernsehserie, Episode 2x06)
- 2012: iVOTE (Kurzfilm)
- 2013: Teen Wolf (Fernsehserie, Episode 3x07)
- 2013: Snake & Mongoose (Snake and Mongoose)
- 2013: Paraphobia
- 2013: Chase Me Through (Kurzfilm)
- 2013: Sex Scientists (Kurzfilm)
- 2014: Styria
- 2014: Friends with Better Lives (Fernsehserie, Episode 1x13)
- 2014: 10.000 Days (10,000 Days)
- 2014: Lucidia (Kurzfilm)
- 2014: You’re Still Here (Kurzfilm)
- 2014: The Hands of Time (Kurzfilm)
- 2014: Jet Lag (Kurzfilm)
- 2014: Austin Lake (Kurzfilm)
- 2015: Had Enough (Kurzfilm)
- 2016: Dependent’s Day
- 2017: Chicago P.D. (Fernsehserie, 2 Episoden)
- 2017: Bloodline (Fernsehserie, 3 Episoden)
- 2017: Midwife (Kurzfilm)
- 2018: Under the Silver Lake
- 2019: The Nickel (Fernsehserie)
- 2020: Alone – Du kannst nicht entkommen (Alone)
- 2020: Dreamkatcher
- 2020: Equal Standard
- 2020: Dirty John (Fernsehserie, Episode 2x01)
- 2020: In Stranger Company
- 2020: On the Rocks
- 2021: Boys (Kurzfilm)
- 2021–2022: FBI: Most Wanted (Fernsehserie, 3 Episoden)
- 2022: The Housesitters (Kurzfilm)
- 2022: The L Word: Generation Q (Fernsehserie, Episode 3x02)
- 2022–2023: Servant (Fernsehserie, 3 Episoden)
- 2023: Quantum Leap – Zurück in die Vergangenheit (Quantum Leap, Fernsehserie, Episode 1x16)

## Synchronisationen (Auswahl)
- 2011: L.A. Noire (Computerspiel)